# مجلس ایالتی زارلاند
مجلس ایالتی زارلند یا به آلمانی لندتاگ زارلاند (به آلمانی: Landtag of Saarland)، بازوی قانونگذاری دولت ایالتی زارلاند در کشور آلمان است. این مجلس در شهر زاربروکن، پایتخت ایالت زارلاند تشکیل جلسه می‌دهد و در حال حاضر از ۵۱ عضو از پنج حزب تشکیل شده‌است. رئیس‌الوزرای زارلاند توبیاس هانس است. پس از فروپاشی ائتلاف جامائیکا بین اتحادیه دموکرات مسیجی، حزب دموکرات آزاد و سبزها در ژانویه ۲۰۱۲، زارلند توسط یک دولت اقلیت اداره می‌شد که تنها متشکل از اتحادیه دموکرات مسیحی با ۱۹ کرسی بود که ۷ کرسی کمتر از اکثریت بود. پس از انتخابات ایالتی در مارس ۲۰۱۲، CDU یک ائتلاف بزرگ با جرب سوسیال دموکرات آلمان تشکیل داد.

## ترکیب فعلی
آخرین انتخابات لندتاگ زارلند در ۲۶ مارس ۲۰۱۷ بود.
| حزب                         | کرسی‌ها |
| --------------------------- | ------ |
| اتحادیه دموکرات مسیحی (CDU) | ۲۴     |
| حزب سوسیال دموکرات (SPD)    | ۱۷     |
| چپ (DIE LINKE)              | ۷      |
| جایگزین برای آلمان (AfD)    | ۳      |

انتخابات با استفاده از سیستم نمایندگی تناسبی، با آستانه ۵ درصد برای دریافت کرسی‌ها انجام می‌شود.